# Główna (Poznań)

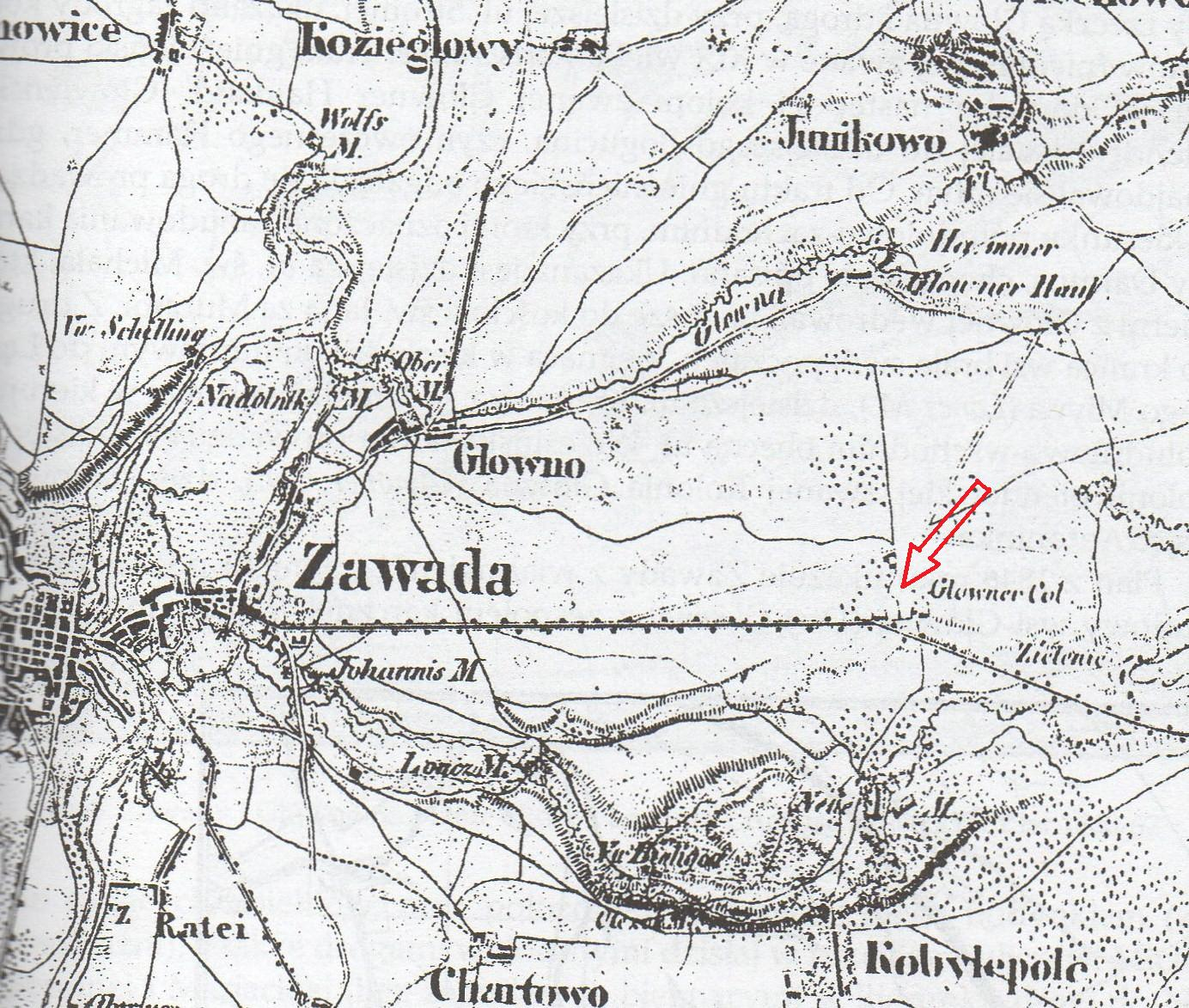
Główieniec na pruskiej mapie z 1840 roku

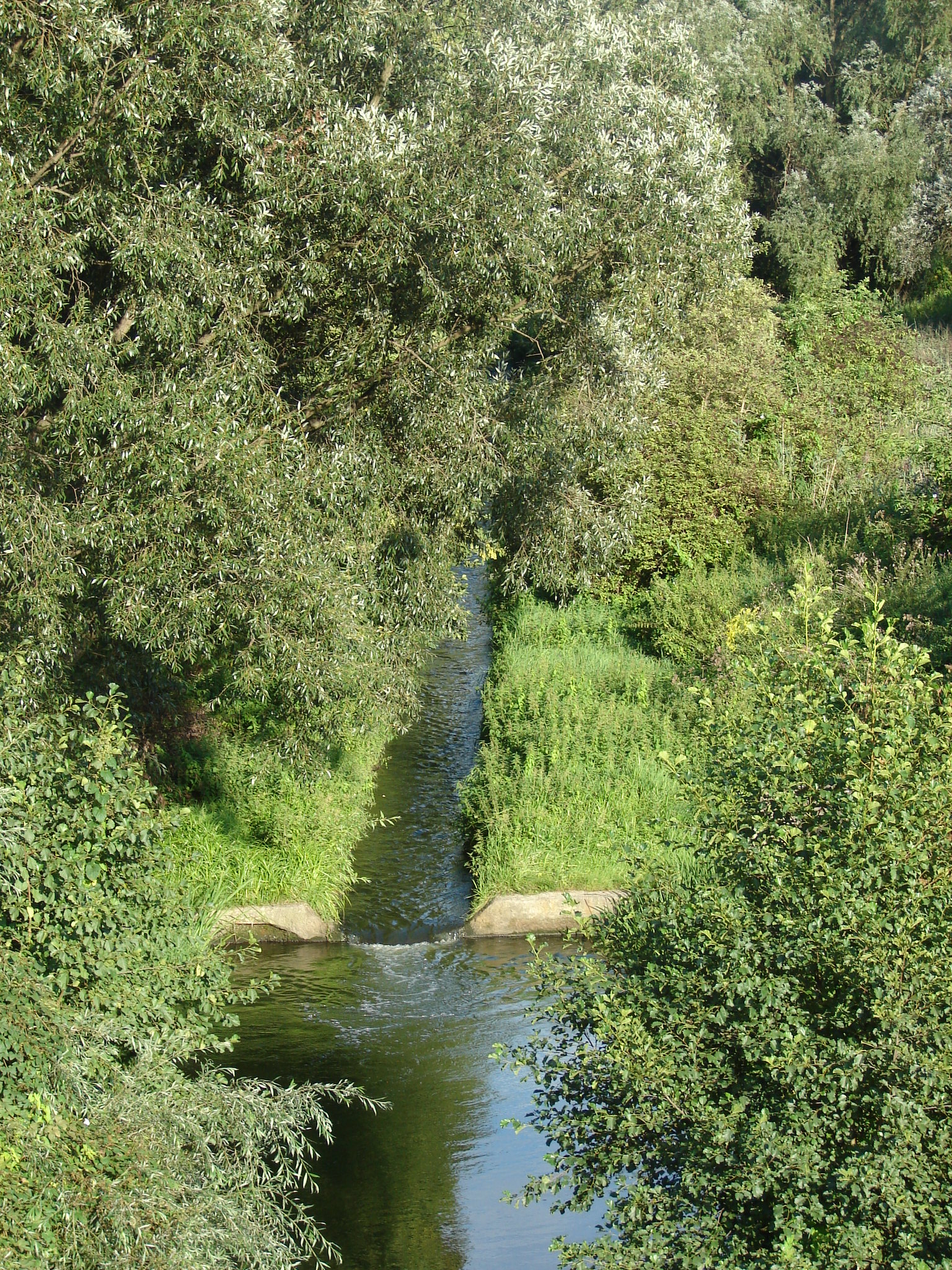
Rzeka, która dała nazwę Głównej widziana z ul. Hlonda

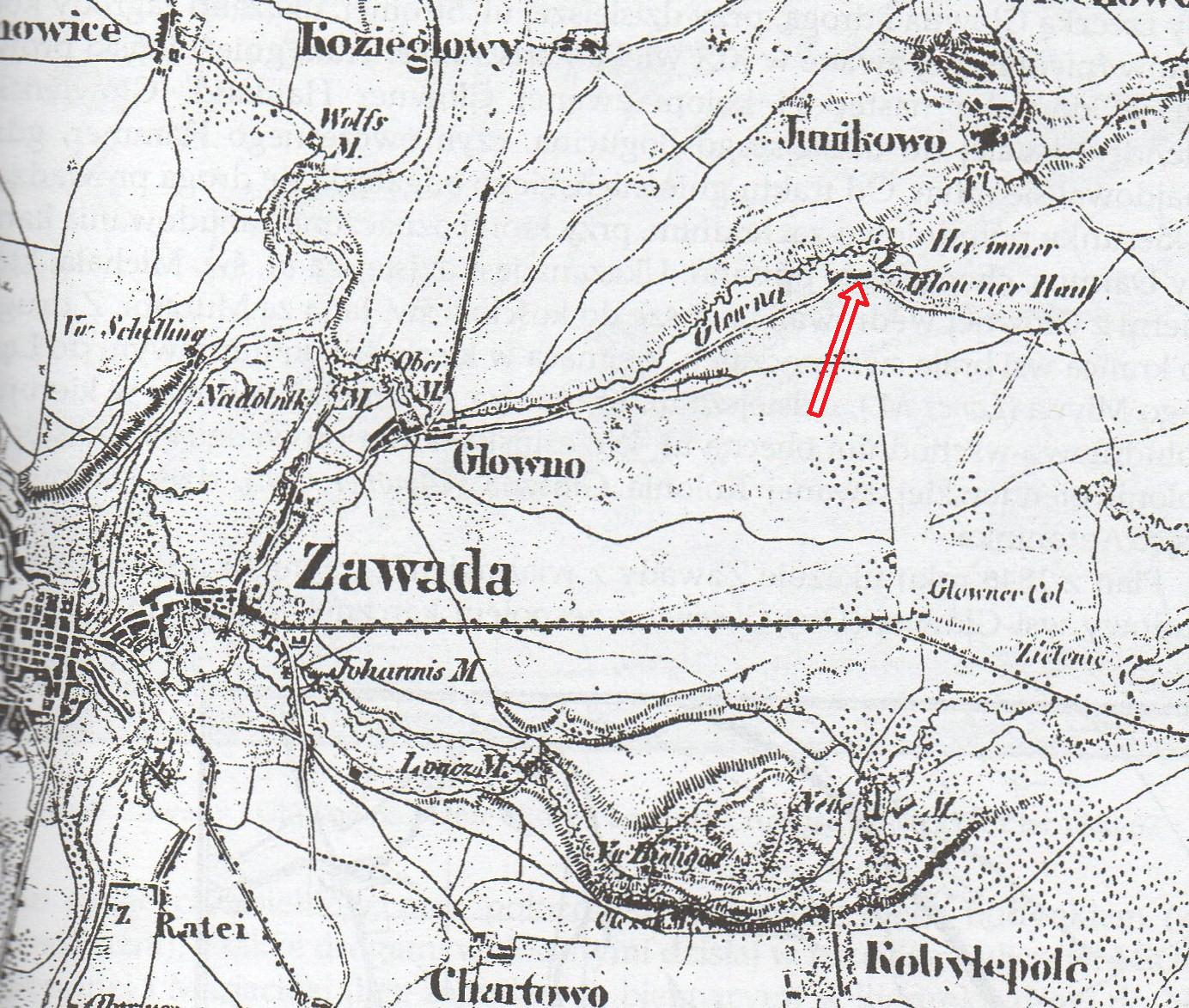
Główieńskie Olędry na pruskiej mapy z 1840

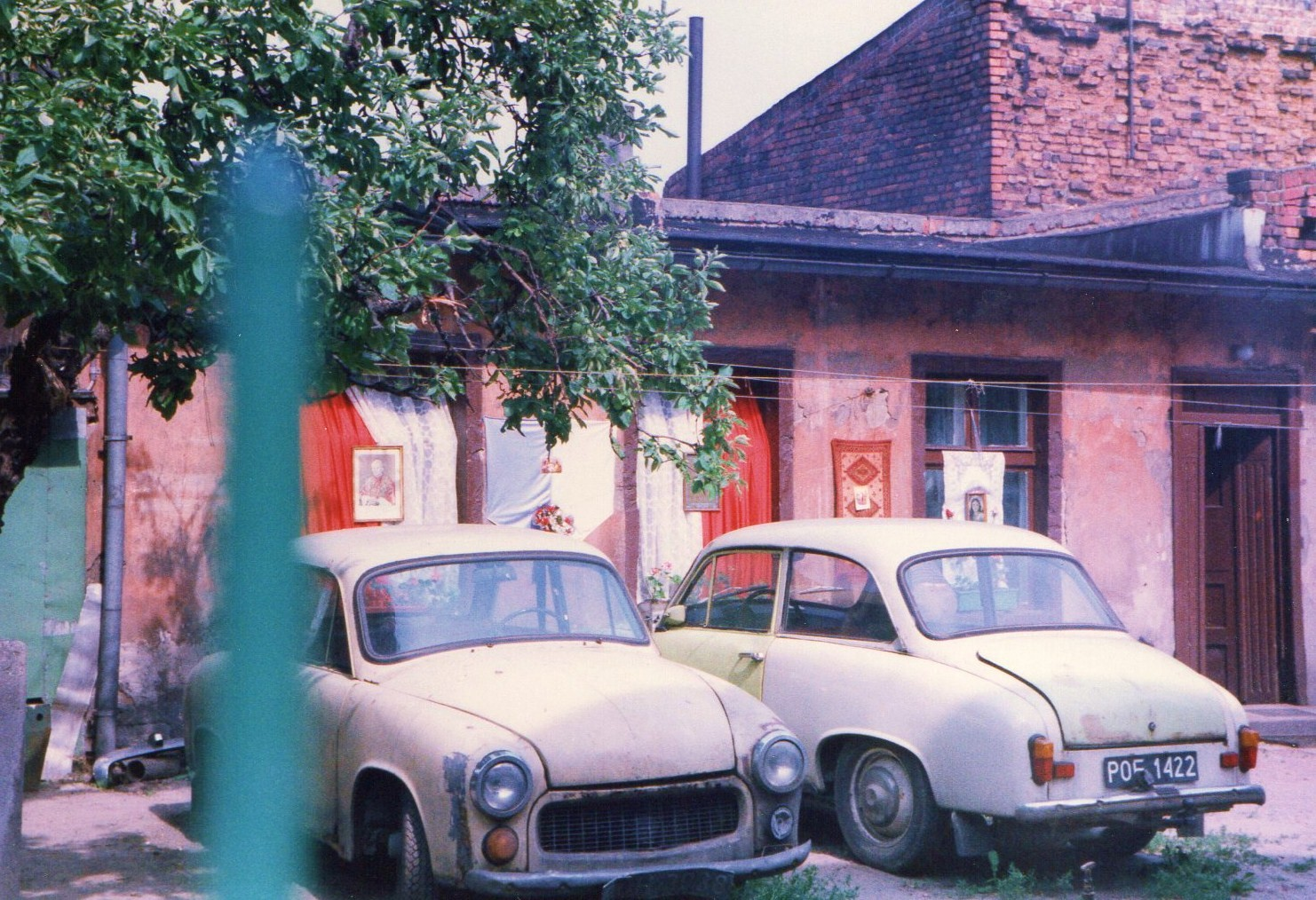
Fragment zabudowy Głównej z dwoma samochodami marki Syrena 105. Zdjęcie zrobione w dniu 10 czerwca 1993 roku, podczas trwania Święta Bożego Ciała

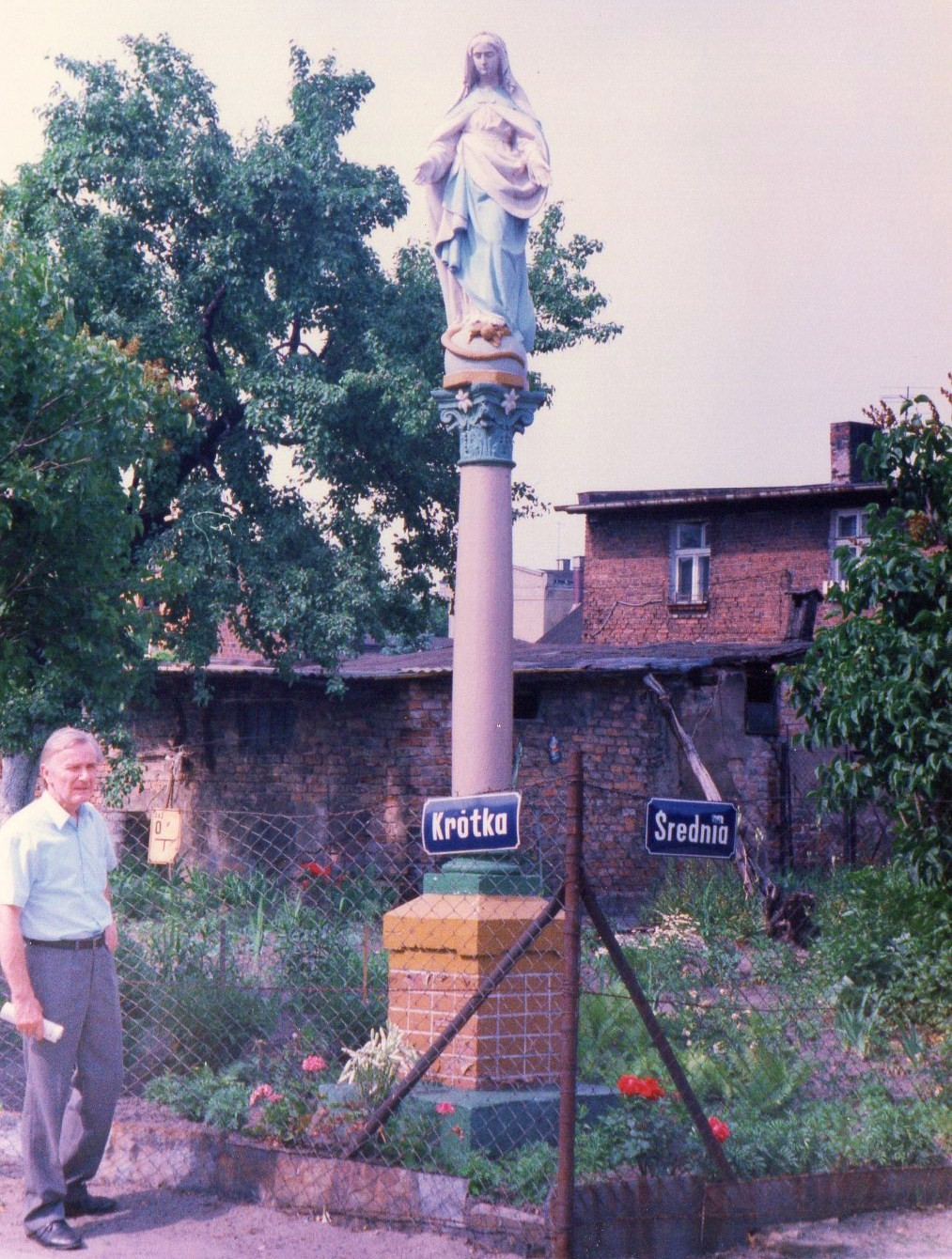
Narożnik ulic Krótkiej i Średniej (1993)

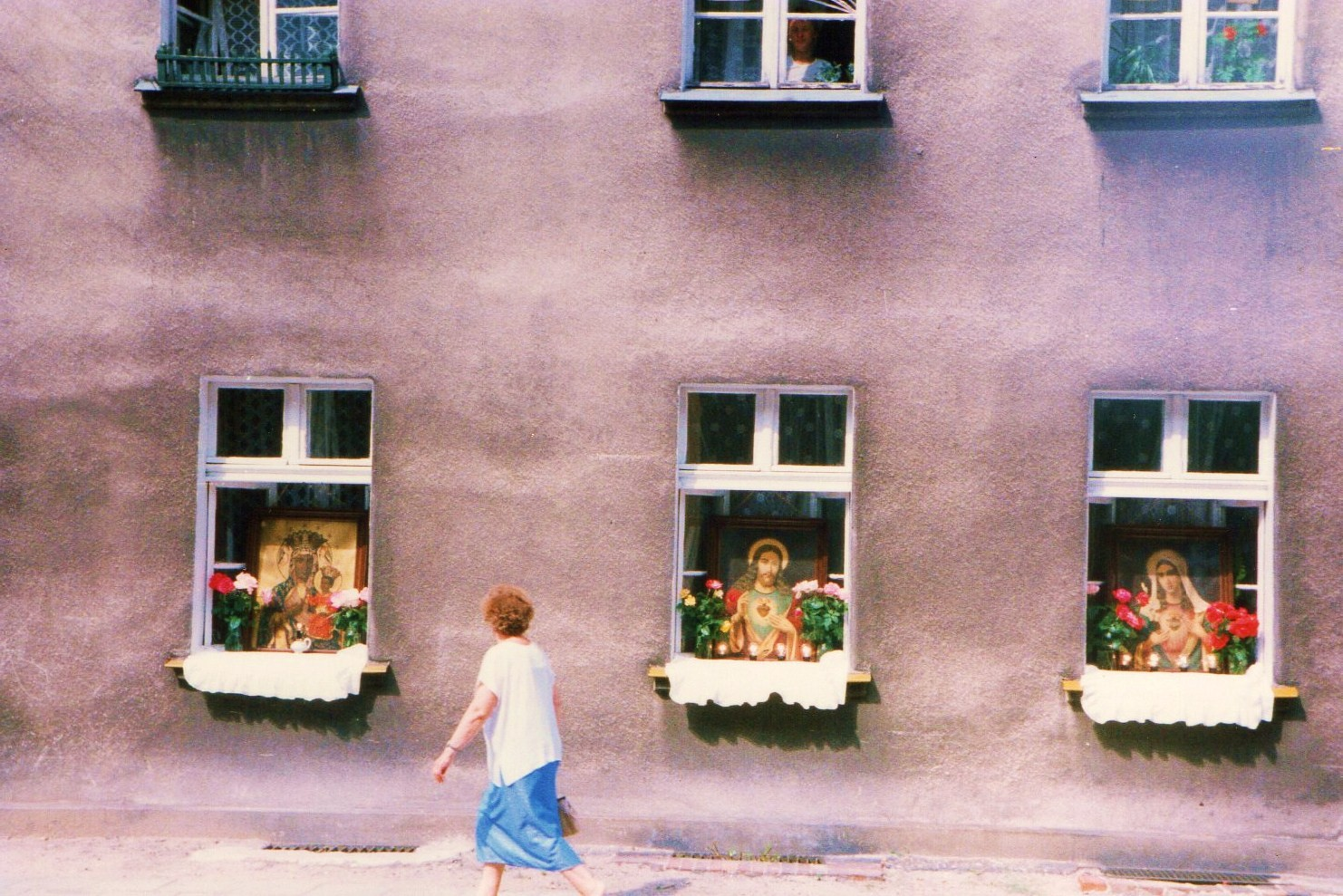
Jedna z kamienic na Głównej (10 czerwca 1993)

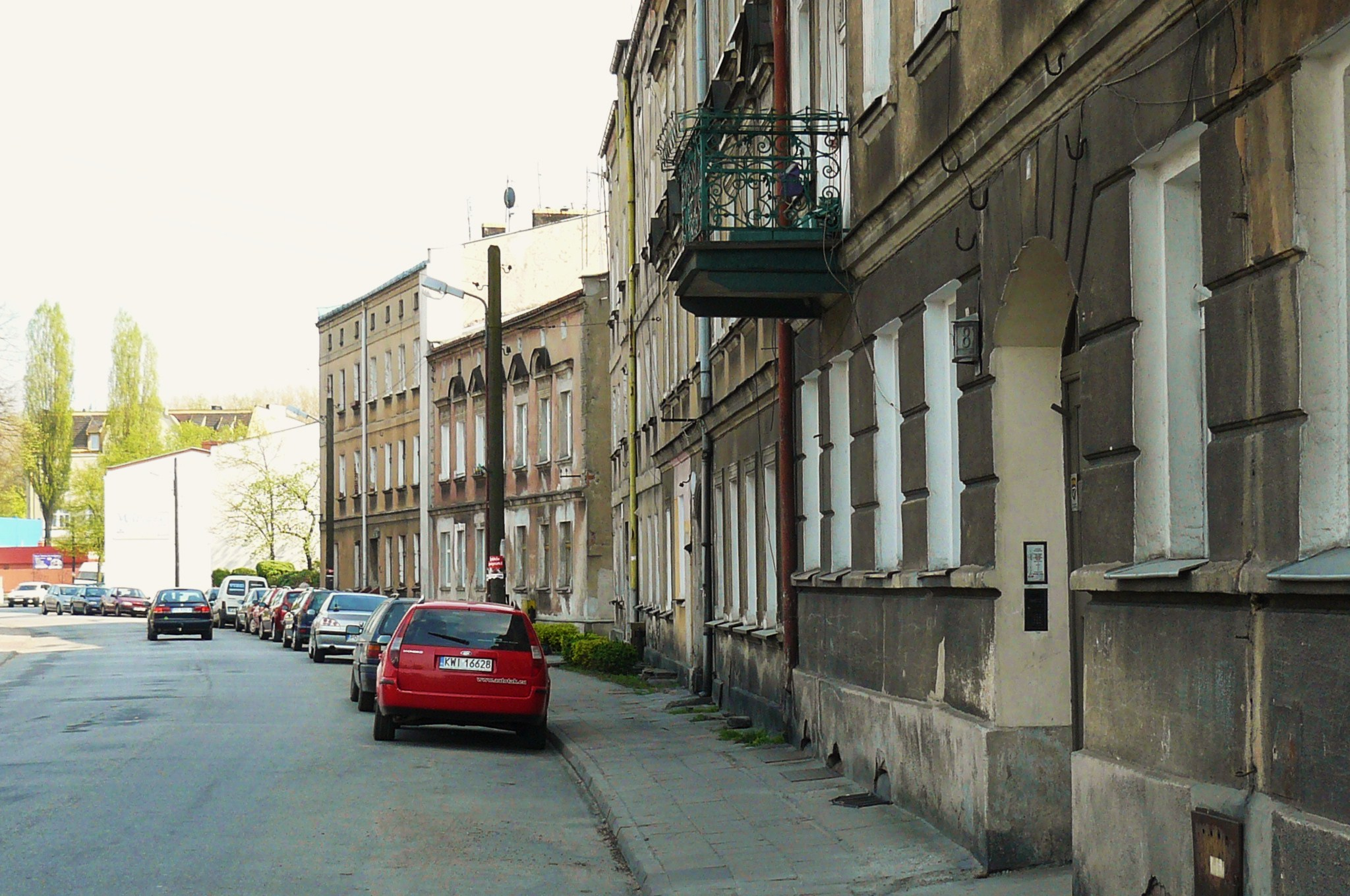
Ulica Smolna - stara zabudowa Głównej (2011)

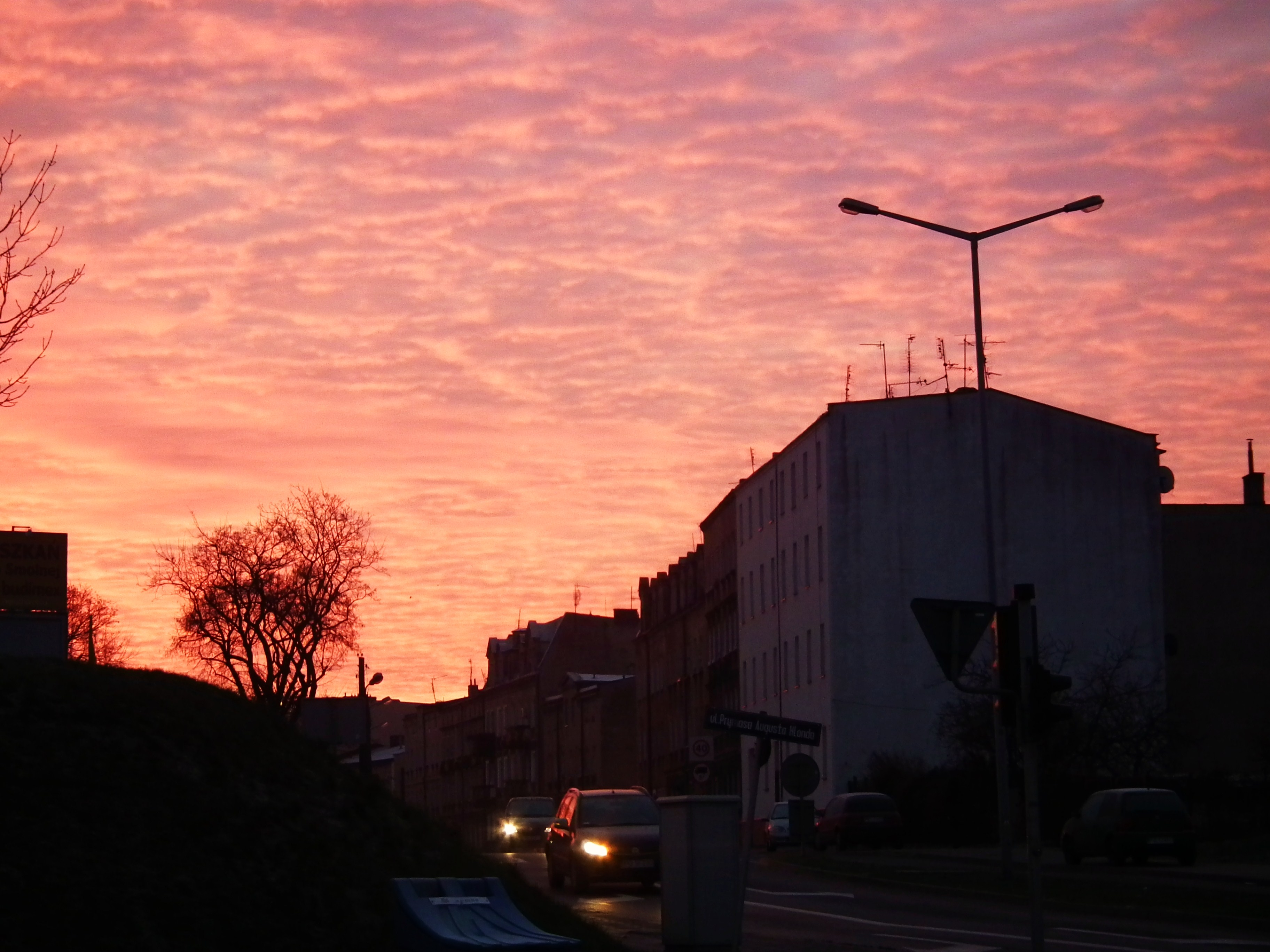
Świt nad dzielnicą Główna, ulica Smolna (2015)

Główna – część miasta Poznania i jednocześnie jednostka obszarowa w Systemie Informacji Miejskiej (SIM), położona w dwóch jednostkach pomocniczych Osiedle Główna i Osiedle Warszawskie-Pomet-Maltańskie.

## Położenie
Główna leży na prawym brzegu Warty przy ujściu rzeki Główna. Częścią Głównej jest Nadolnik. Z Główną sąsiadują Zawady, Komandoria i Karolin.
Wedle Systemu Informacji Miejskiej jednostka obszarowa Główna mieści się w granicach:
- od i wschodu i południa: torami kolejowymi do ulicy Św. Michała - włączając teren dworca kolejowego Poznań Wschód i działki na początku ulicy Wrzesińskiej - następnie ulicą i Św. Michała i Główną do rzeki Cybiny;
- od zachodu: rzeką Cybiną i Wartą.
- od północy: ulicą Chemiczną, południowym zasięgiem obszaru elektrociepłowni Karolin i dalej Bałtycką ku granicy miasta.

## Toponimia
Nazwa ma prawdopodobnie pochodzenie topograficzne i wzięła się od rzeki Głównej, przepływającej w tym rejonie. Dawny zapis (np. Glowno) związany jest ze słowem głowa, co w topografii często oznaczało wzniesienie lub też z terminem goły, nieporośnięty, otwarty. W tym kontekście nazwa Główna nawiązywałaby do terenu bezleśnego i dogodnego do założenia osady. Jeszcze w 1564 jeden z inwentarzy wskazywał, że wieś jest położona na terenie ze wszystkich stron porośniętych borami.
Według legendy przez teren obecnej Głównej przejeżdżał Napoleon Bonaparte. Zobaczywszy uroczą, bezimienną jeszcze wówczas rzeczkę, postanowił rozbić tu na jakiś czas obóz (kwaterę), z którego to powodu powstała nazwa Główna (od kwatery głównej wodza Francuzów).

## Historia i przemysł
Na terenie dzisiejszej Głównej znajdują się jedne z najstarszych osiedli obszaru dzisiejszego miasta - początki osadnictwa sięgają tutaj schyłku epoki lodowcowej, kiedy to za cofającym się lądolodem przybyły do tundry stada reniferów, a za nimi myśliwi. Pozostały po nich skromne pamiątki w postaci narzędzi krzemiennych. Około 3100-2450 lat p.n.e. zamieszkali tu pierwsi hodowcy bydła, kóz i owiec, trudniący się również rybołówstwem oraz zbieractwem oraz, w mniejszym stopniu, kopieniacką uprawą roli.
W czasie prac wykopaliskowych przy ul. Smolnej (2011) natrafiono na ślady osady sprzed 5000 lat. Odkryto fragmenty narzędzi krzemiennych, paleniska i fragmenty naczyń ceramicznych z epoki brązu i żelaza. W późniejszych epokach istniała tu osada kultury łużyckiej, kultury pomorskiej wraz z cmentarzyskiem (500-400 lat p.n.e. - rejon młyna na Nadolniku), a także grupa domostw z I i II wieku naszej ery. Ogółem wyodrębniono na Głównej i w okolicach 36 stanowisk archeologicznych.
Średniowieczna wieś Główna, zgodnie z badaniami z 2001, najpewniej znajdowała się w rejonie rzeki Głównej. Natrafiono na jej ślady wzdłuż ulicy Mariackiej, pomiędzy kościołem i ulicą Nadolnik. Ówczesny kościół mógł stać po wschodniej stronie ul. Nadolnik. W wieku XIV nastąpiła zmiana układu przestrzennego wsi - jej oś przemieściła się i była równoległa do ulicy Nadolnik, a już nie do Mariackiej. Kolejna zmiana w tym zakresie nastała w wieku XVI, kiedy to centrum wsi przemieściło się na ul. Średnią, skośnie w stosunku do traktu na Gniezno. Układ ten zachował się do XIX wieku.
Pierwsze wzmianki pisane pochodzą z XII i XIII wieku, kiedy to Główna stanowiła osadę biskupów poznańskich, którzy w okolicach ul. Nadolnik posiadali swoją letnią rezydencję i niezachowany kościół Wszystkich Świętych, zniszczony przez pożar w 1260 - Jan Długosz na kartach "Roczników..." wspomniał: 22 października 1231 Paweł, biskup poznański, za zgodą kapituły ufundował na Śródce klasztor ojców dominikanów, po lewej stronie drogi, która biegnie ze Śródki do Głównej, na obszarze należącym do kościoła św. Małgorzaty. W XVI i XVII wieku Główna stanowiła znaczną osadę w której mieściły się trzy młyny wodne, folusz i tartak wykorzystujące do napędu koło wodne.
Wieś stanowiła własność biskupa poznańskiego i przynależała w 1580 do powiatu poznańskiego województwa poznańskiego.
W 1592 do Głównej sprowadzony został przez biskupa Łukasza Kościeleckiego papiernik Zachariasz Mayer z Warszawy. Odbudował on papiernię istniejącą tu od XV wieku. Pracował na rzecz poznańskiego kleru, dostarczając mu głównie cienki papier. W początkach XVII wieku zakład dostał się w ręce Jerzego Bolcza - mieszczanina z Poznania, a potem jego małżonki, która zaniedbała przedsiębiorstwo. Biskupi przekazali je w związku z tym nieznanemu bliżej Janowi (młynarzowi). Papiernia działała aż do czasów Jana Kazimierza.
Biskup Uriel Górka założył w XVI wieku na terenach wsi winnice, z których wino trafiało głównie na stół biskupi. W tym samym wieku powstała tu też cegielnia. Duże zniszczenia przyniósł wsi potop szwedzki (w 1676 zamieszkiwały tu tylko 33 osoby), a także działania wojenne w 1704 - stacjonował tu Jan Reinhold Patkul ze swoimi wojskami, co doprowadziło wieś do ruiny. W 1719 zbudowano tu browar, którego zyski ratowały podupadającą wówczas Akademię Lubrańskiego (przywilej nadał Krzysztof Antoni Szembek). W 1755 biskup Teodor Kazimierz Czartoryski osiedlił w okolicy Głównej Olędrów. W 1797 Prusacy skonfiskowali majątki kościelne, a co za tym idzie Główna przestała być wsią kościelną, zachowując jednak aż do XIX wieku charakter wiejski.
W 1785 wieś po raz pierwszy ukazała się na planie Poznania autorstwa Jana Bończy-Krzewskiego (zlecenie kapitulne).
W 1872 roku do Głównej dotarła kolej, łącząca Poznań z Inowrocławiem. Wówczas na Głównej i Zawadach zaczęto lokalizować zakłady przemysłowe w tym m.in.:
- Zakłady Metalurgiczne Pomet, które powstały w końcu XIX wieku jako oddział HCP, od 1952 samodzielne przedsiębiorstwo
- Poznańska Fabryka Łożysk Tocznych (powstała w 1958 roku)
- Unilever Polska S.A. (powstały w 1951, przez długie lata istniejący jako Amino)
- fabryki baterii i akumulatorów Centra
- zakłady Nivea Polska (powstały w 1931)
- mniejsze przedsiębiorstwa np.:
  - miejska gazownia i młyn na Nadolniku (tzw. Górny),
  - Wytwórnia Chemiczno-Kosmetyczna "Alba",
  - Fabryka Krzeseł i Foteli Walentego Majchrzaka,
  - Wytwórnia Skrzyń Józefa Śniatała,
  - fabryka past "Rubin",
  - Fabryka Obuwia "Wasa",
  - Zakłady Przemysłowo-Asfaltowe Franciszka Góździa,
  - Poznańska Wytwórnia mydła "Rekin",
  - Zakłady Chemiczne "Stella",
  - fabryka marmolady Czesława Kostańskiego,
  - Przemysł Rybny Waleriana Sentkowskiego,
  - Tektura Dachowa,
  - Fabryka Chemiczna "Akwawit",
  - odlewnie żelaza: Maksymiliana Ściesińskiego, Stanisława Ulatowskiego, Aleksandra Radomskiego, Wincentego Zaremby,
  - fabryka smalcu,
  - zakłady rzeźnickie: Czesława Wichrowskiego, Oskara Schnirla i Józefa Stępniaka, Walentego Walaszka i Stanisława Góreckiego, Stanisławy Górczyńskiej,
  - pralnia chemiczna braci Lewin,
  - fabryka kosmetyków Henryka Żaka,
  - cegielnia Frankiewicza, cegielnia braci Jareckich,
  - młyn wodno-elektryczny Aleksego Łotockiego,
  - Pierwsza Zachodnio-Polska Fabryka Kwasu Węglowego,
  - fabryka papy dachowej Ballo i Schoepe,
  - gazownia,
  - fabryka przetworów żywnościowych Bremera,
  - fabryka asfaltu, papy, emaliernia Jana Sobeckiego,
  - fabryka asfaltu i papy oraz odlewnia żelaza Pohl & Broh[14].

W 1885 wieś liczyła 1028 mieszkańców przy powierzchni 550 hektarów. 1 lipca 1894 oddano do użytku szkołę ewangelicką przy ul. Gnieźnieńskiej (d. Pobiedziskiej) - był to efekt petycji mniejszości niemieckiej, która żaliła się, że dzieci niemieckie muszą uczęszczać do szkoły polskiej, co jakoby osłabiało ich postępy w nauce. 21 marca 1902 otwarto nową, sześcioklasową szkołę katolicką przy ul. Harcerskiej (d. Szkolnej). W 1895 powierzchnię wsi powiększono do 596 hektarów, co wiązało się ze wzrostem liczby ludności do 1884 osób, w tym 1458 katolików, 423 ewangelików i trzech Żydów. W listopadzie 1899 pierwsze osiem ulic uzyskało oficjalne nazwy (niemieckojęzyczne). W 1900 otwarto regularną linię omnibusową łączącą Główną z Poznaniem. W 1906 wieś nawiedzona została przez epidemię szkarlatyny i błonicy. W tym okresie Główna była (po Winiarach) gminą podpoznańską z najwyższym odsetkiem mieszkańców popadających w kolizje z prawem. Regularne były tu bójki i burdy (np. 18 września 1904 zamieszki musiało tłumić wojsko). Częste były starcia z lokalnymi Cyganami, ponieważ było to jedyne miejsce pod Poznaniem, gdzie przedstawicieli tej mniejszości osadzano na stałe (kolonia cygańska liczyła ponad 200 osób z dwóch skłóconych klanów, walczących często ze sobą przy pomocy noży i pistoletów). Romowie utrzymywali się z muzykowania, akrobacji, żebrania i drobnych kradzieży. W 1909 Cyganie bez pruskiego obywatelstwa zostali z Głównej wydaleni.
W 1906 założono na Głównej: Towarzystwo Obywateli, Towarzystwo Gimnastyczne "Sokół" oraz Polskie-Katolickie Towarzystwo Rzemieślników. W 1910 powstał jeszcze "Sokół" żeński.
W okresie międzywojennym Główna traktowana była po macoszemu, co w swojej recenzji stwierdził Stefan Cybichowski. Kazimierz Ruciński napisał zaś: zupełnie nie uwzględniono przy opracowywaniu planu rozbudowy /Głównej/ pierwiastka piękna. Podkreślał przesycenie dzielnicy przemysłem oraz niewykorzystanie wód, w tym Warty. W 1925 Główną włączono do Poznania. W 1931 planowano przebicie ulicy od strony Śródki, do ulicy Bałtyckiej, tyłami Zawad i Głównej, do czego nie doszło z uwagi na wielki kryzys i protesty mieszkańców planowanych do wyburzenia domów (Trasa Hlonda powstała dopiero w 2010). W latach 20. XX wieku Zakłady Cegielskiego planowały budowę na Głównej wzorcowej kolonii robotniczej dla swoich pracowników. Projektantem był Marian Andrzejewski. Zrealizowano tylko jeden dom urzędniczy przy ul. Krańcowej 19. Spłonął on w lutym 1945.
W 1921 roku była to najludniejsza gmina powiatu poznańskiego wschodniego, licząca 6057 mieszkańców.
W związku z włączeniem dzielnicy do miasta Poznania w 1925 dokonano zmian dublujących się nazw ulic. Od 19 sierpnia 1926 nastąpiły w tym zakresie następujące zmiany:
- ul. Graniczna stała się ul.Mariacką (od patronki kościoła),
- ul. Fabryczna stała się ul. Smolną (pracowały tu fabryki papy i lepiku),
- ul. Pobiedziska stała się ul. Gnieźnieńską (kierunek szosy i linii kolejowej),
- ul. Szkolna stała się ul. Harcerską (budynek harcerski),
- ul. Młyńska stała się ul. Nadolnik (od nazwy własnej),
- ul. Polna stała się ul. Wiejską,
- ul. Piaskowa stała się ul. Suchą,
- ul. Ogrodowa stała się ul. Bartniczą,
- Rynek zyskał miano Rynku Wschodniego,
- przy swych nazwach pozostały ulice: Główna, Średnia i Krótka, nie mające odpowiedników w Poznaniu,
- ul. Wrzesińska zyskała nazwę, gdyż wcześniej nie miała żadnej[16].

W czasie II wojny światowej znajdowały się na Głównej, którą Niemcy przemianowali na Oststadt (czyli Wschodnie Miasto), obozy przejściowe dla Polaków i Żydów wysiedlanych do Generalnego Gubernatorstwa lub wysyłanych do obozów śmierci. Przez oba obozy przeszło około 130 tys. osób. Upamiętnia ich pomnik przy ul. Bałtyckiej.
Główna w latach 1954–1990 należała do dzielnicy Nowe Miasto. 25 lutego 1987 w miejscowej szkole podstawowej (nr 4) odbyło się spotkanie pokoleń upamiętniające 60. rocznicę włączenia osiedla w granice Poznania.
Główna jest jedną z dzielnic, którym przywraca się dawne i nadaje nowe walory m.in. na mocy Studium uwarunkowań i kierunków rozwoju przestrzennego miasta Poznania z 1999, autorstwa Iwony Ludwiczak. Jesienią 2018 dokonano odtworzenia zieleni na Rynku Wschodnim.

## Architektura

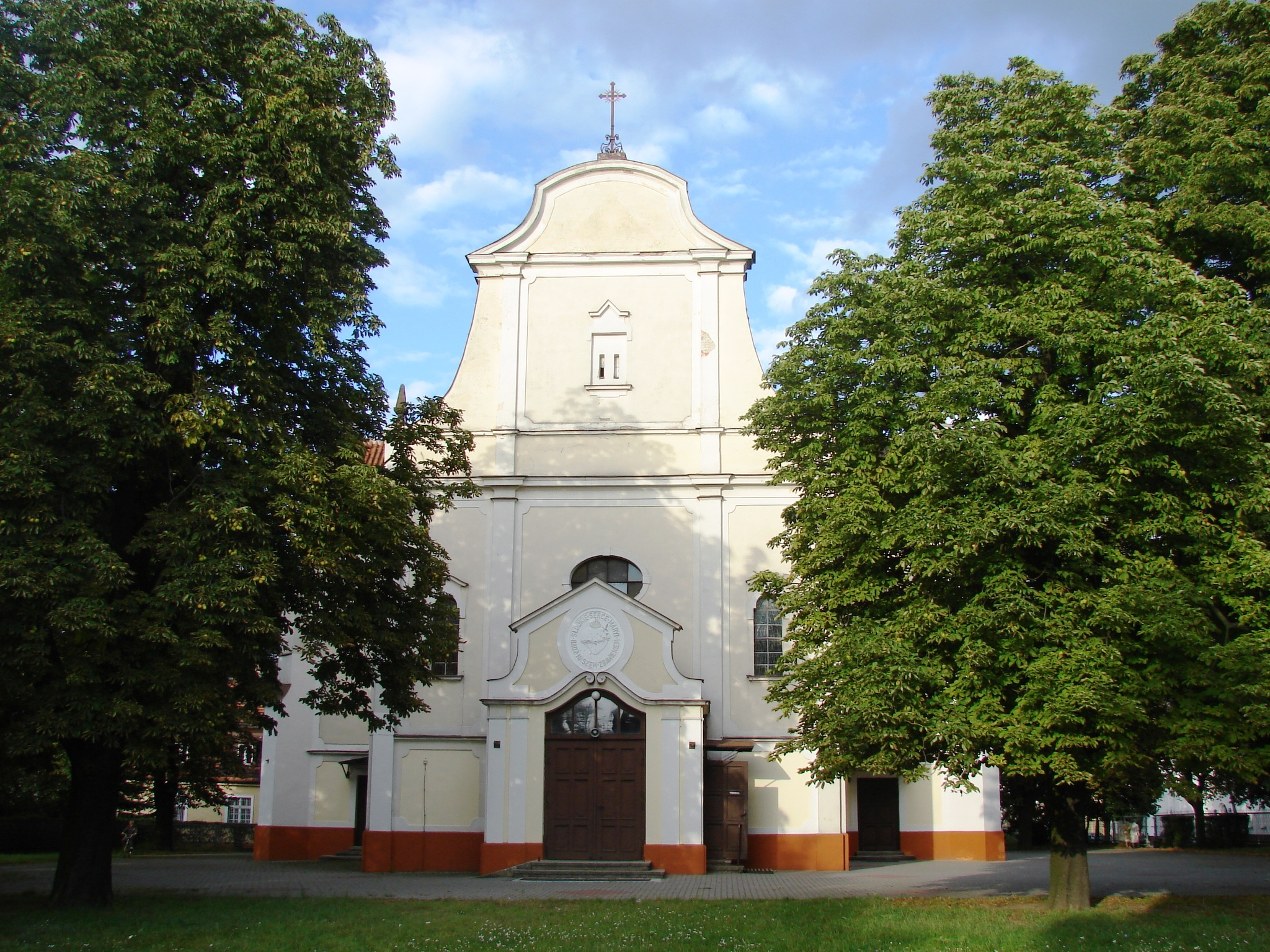
Neobarokowy Kościół Najświętszej Maryi Panny Niepokalanie Poczętej (2007)

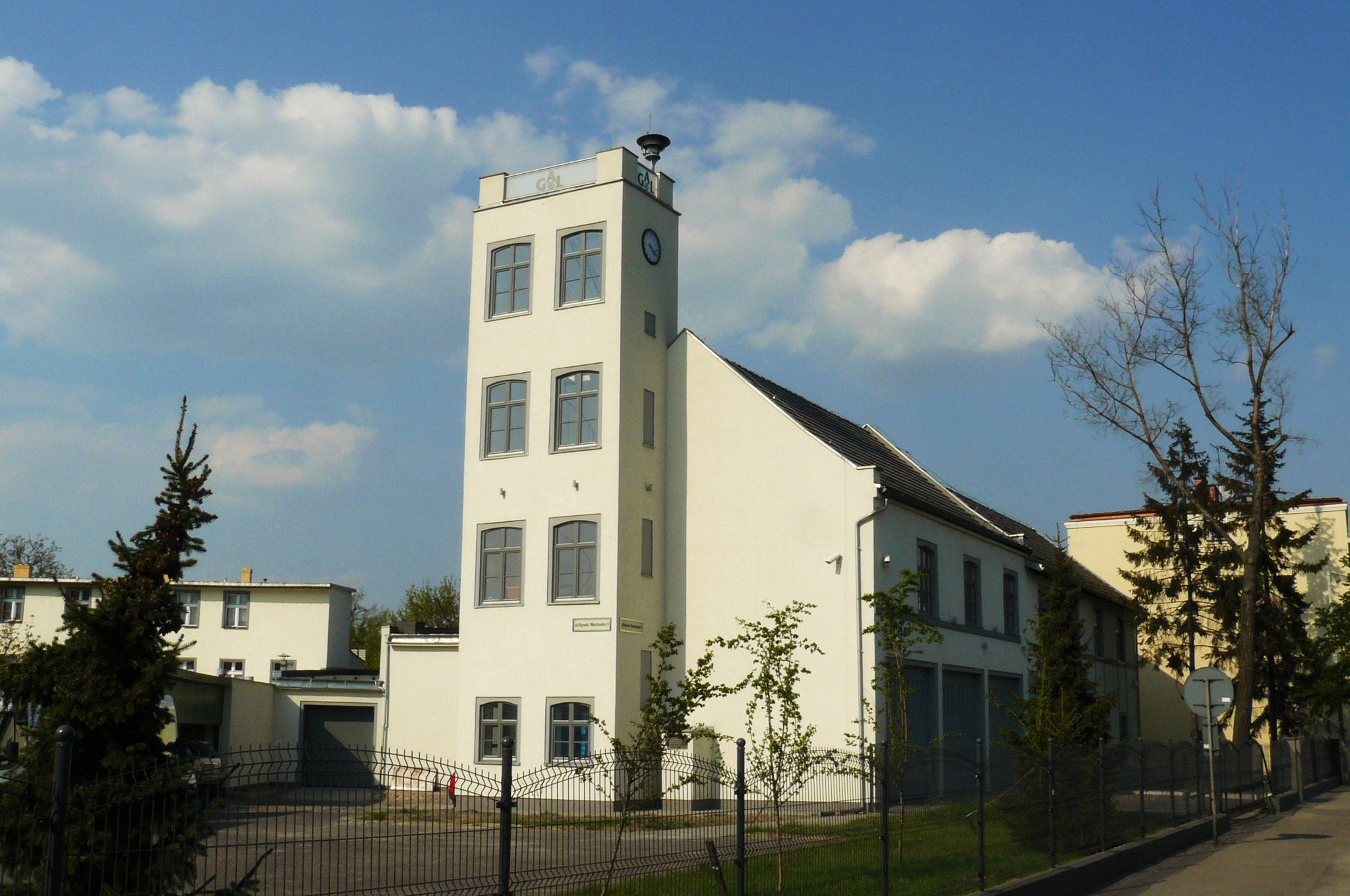
Dawna strażnica pożarowa, Rynek Wschodni nr 1 (2011)

Brak powojennej wizji urbanistycznej Głównej (a właściwie brak realizacji projektu przekształcenia Głównej w duże osiedle mieszkaniowe z 1963) spowodował, że dzielnica ta uległa poważnej degradacji architektonicznej i społecznej; jednak z drugiej strony zachowała dawny, małomiasteczkowy klimat, charakterystyczny dla poznańskich przedmieść robotniczych (podobnie jak np. Praga w Warszawie).
Do obiektów zlokalizowanych na Głównej należą m.in.:
- neobarokowy kościół Maryi Panny Niepokalanie Poczętej przy ul. Mariackiej,
- parterowy dom przy ul. Średniej 1a z 1824, kryty dachem dwuspadowym, z dachówką karpiówką, z przyległym od tyłu budynkiem gospodarczym - najstarszy dom na Głównej[17],
- Rynek Wschodni - centrum dzielnicy i zlokalizowana na nim dawna strażnica pożarowa,
- młyn,
- Park Nadolnik,
- kolonia robotnicza Karlsbunne – osiedle z początku XX w.,
- stacja kolejowa Poznań Wschód,
- dawna pętla pierwszej w Polsce linii trolejbusowej - ul. Wiejska,
- malowniczy widok na rzekę Główną z Nadolnika lub ul. Gdyńskiej.

Na terenie Głównej zachował się zespół czterech kapliczek słupowych, zlokalizowanych w następujących miejscach:
- ul. Główna 32 (Maryi Panny, 1876, fundatorem był Marcin Witkowski z Zawad - matka fundatora była kuzynką Karola Marcinkowskiego, ceglana),
- ul. Główna 64 (Matki Bożej, 1881, fundatorką była Pietronela Czarnecka, ceglana, otynkowana, jedną ścianą przylega do kamienicy),
- ul. Mariacka 15 (Matki Bożej z Dzieciątkiem, po 1945, ceglana, otynkowana),
- ul. Wrzesińska 8 (Matki Bożej, 1947, fundatorami byli właściciele posesji - Magdalena i Tadeusz Majchrzakowie, ceglana, otynkowana).

Pierwsze dwie kapliczki odgrywały w okresie Kulturkampfu rolę patriotyczną - mieszkańcy Głównej gromadzili się przy nich, by śpiewać wspólnie pieśni narodowe i religijne. Budowle miały podkreślać polski charakter dzielnicy. Były także punktem etapowym dla pielgrzymów zmierzających do Dąbrówki Kościelnej.

## Komunikacja

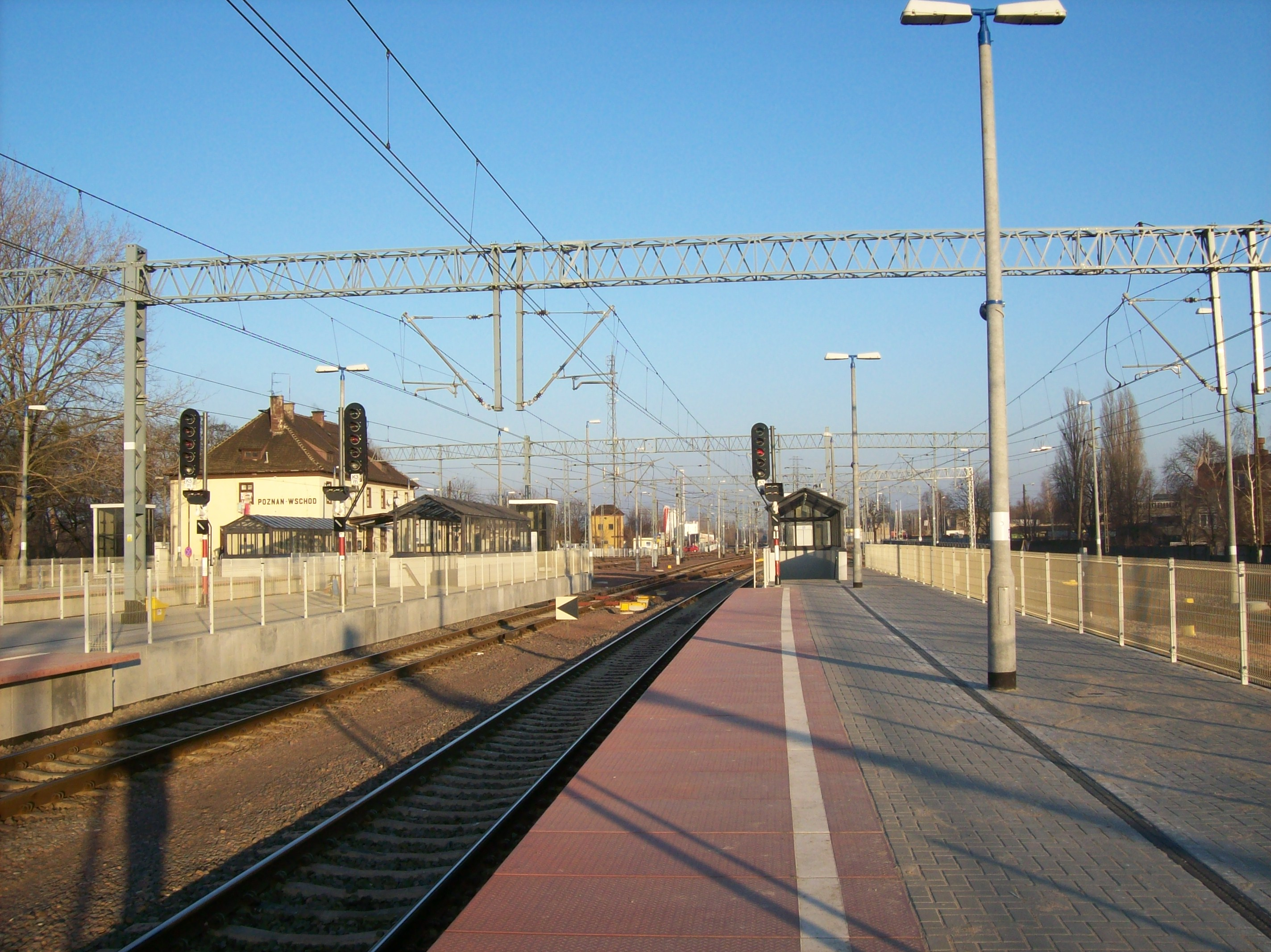
Stacja PKP Poznań Wschód

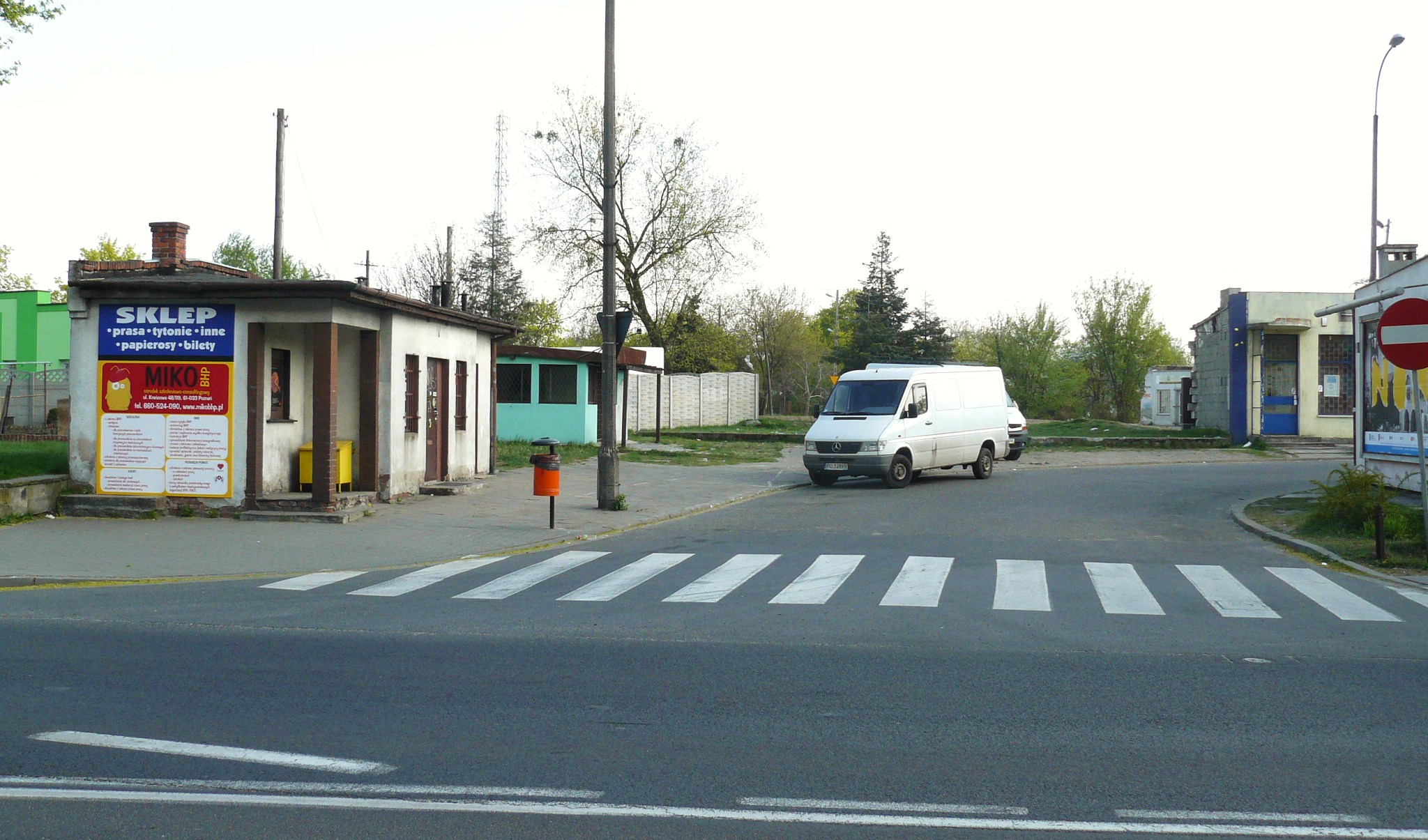
Dawna pętla trolejbusowa

Przez Główną przebiegała od 1930 do lat 60. XX w. pierwsza w Polsce linia trolejbusowa ze Śródki. W latach 20. XX wieku planowano zbudowanie do Głównej linii tramwajowej. 30 marca 1945 uruchomiono pierwszą po II wojnie światowej, prowizoryczną komunikację z Mostem Chrobrego – był to wóz konny odjeżdżający co godzinę od 7.00 do 18.00 (w dni wolne od 14.00 do 18.00) za 50 groszy od osoby.
Obecnie na terenie Głównej krzyżuje się kilka dróg:
- ul. Główna
- ul. Hlonda (odcinek II ramy komunikacyjnej)
- ul. Bałtycka (droga krajowa nr 92)
- ul. Gdyńska (droga wojewódzka nr 196)

Znajduje się tu również węzłowa stacja kolejowa Poznań Wschód na linii E20.
Komunikację miejską zapewniają autobusy MPK Poznań linii 173, 178, 183, 185, 227, 320, 321, 322 oraz podmiejskie 312, 323, 341, 342, 412. Ponadto na Głównej istnieje przystanek PKS. W planach jest przedłużenie trasy tramwajowej z pętli Zawady na Komandorii do Dworca Wschodniego.

## Osoby związane z Główną
- Tadeusz Kirschke (1908–1996) – kapelan Wolnej Europy
- Aleksander Studniarski (1933–1954) – „Lew” z Głównej, działacz antykomunistyczny, przywódca Krajowej Armii Wyzwoleńczej i więzień polityczny[26]
- Juliusz Weidemann – przemysłowiec cegielniany, samorządowiec i dobroczyńca z Głównej